# 加賀市立山代中学校
加賀市立山代中学校（かがしりつ やましろちゅうがっこう）は、石川県加賀市上野町にある公立中学校。

## 沿革
- 1947年（昭和22年）4月1日 - 山代小学校に併設[1]。
- 1952年（昭和27年）4月1日 - 庄中学校を併合。
- 1958年（昭和33年）9月1日 - 加賀市制実施により加賀市立山代中学校となる。

## 出身者
- 笹原忠義-北陸放送アナウンサー、同社取締役社長
- 塚田誉－テレビ金沢アナウンサー
- 山﨑颯一郎-オリックス・バファローズプロ野球選手

## 交通アクセス
- 北陸新幹線・IRいしかわ鉄道線 加賀温泉駅下車

最寄りのバス停:「上野町公民館前」、乗合タクシー「のりあい号」（勅使地区）